# Fish (cryptographie)
Pour les articles homonymes, voir FISH.

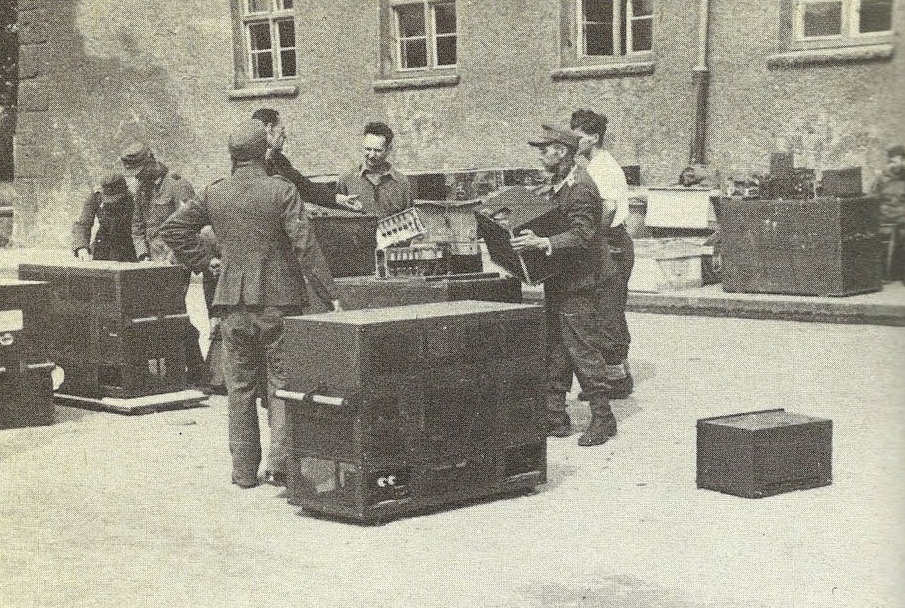
Des prisonniers allemands préparent le "poisson russe" pour le charger et l'expédier en Angleterre.

Fish ou FISH (poisson) était le nom de code allié pour plusieurs machines de chiffrements de flot utilisés par les Allemands durant la Seconde Guerre mondiale,,. Le trafic chiffré par téléscripteur a été utilisé entre le haut commandement allemand et les commandants du groupe d'armées sur le champ de bataille, donc sa valeur du point de vue du renseignement (Ultra) relevait de la plus haute valeur stratégique pour les Alliés. Ce trafic était normalement répercuté sur les lignes télégraphiques, mais les forces allemandes présentes en dehors de l'Europe occidentale ont dû recourir à la transmission sans fil.

## Histoire
En juin 1941, les stations d'interception radio "Y", écoutant le trafic en code morse chiffré par Enigma, a commencé à recevoir du trafic qui n’était pas en morse et qui a été initialement appelé NoMo. NoMo1 est une liaison de l’armée allemande entre Berlin et Athènes, et NoMo2 une liaison d’une force aérienne temporaire entre Berlin et Königsberg. La liaison parallèle chiffrée par l’Enigma à NoMo2, a été déchiffrée par la Government Code and Cypher School à Bletchley Park, a révélé que les Allemands appelaient les systèmes de transmission par téléscripteur sans fil "Sägefisch" (poissons-scies), si bien que le nom de «Fish» a été adopté pour ce trafic. Le matériel de chiffrement / déchiffrement a été appelé Geheimschreiber (écrivain secret) qui, comme Enigma, utilisait un alphabet de substitution symétrique. Le code utilisé par le téléscripteur l'Alphabet télégraphique international n ° 2 (ITA2) - une modification de Murray du code Baudot à 5 bits.

## Nom de codes des trafics radios
La liaison NoMo1 a été initialement dénommée Tunny (thon), un nom qui, plus tard, a continué à être utilisé à la fois pour les machines Lorenz SZ40/42 Geheimschreiber, et aussi pour leur analogues à Parc Bletchley. La liaison NoMo1 a ensuite été renommé Codfish (morue). Un grand nombre de liaisons Tunny ont été suivies par les stations Y à Knockholt et dénommé par un nom de poisson. « Tunny » était décrypté à Bletchley Park, grâce au fameux ordinateur Colossus.
| Nom de code            | Entre            | Entre                |
| ---------------------- | ---------------- | -------------------- |
| Bream (brème)          | Berlin           | Rome                 |
| Herring (hareng)       | Rome             | Tunis                |
| Jellyfish (méduse)     | Berlin           | Paris                |
| Grilse (rédibermarin)  | Berlin           | La Roche             |
| Mullet (mulet)         | Berlin           | Oslo                 |
| Turbot                 | Berlin           | Copenhague           |
| Dace (vandoise)        | Berlin           | Königsberg           |
| Whiting (merlan)       | Königsberg       | Riga                 |
| Perch (perche)         | Königsberg       | Biélorussie centrale |
| Squid (calmar)         | Königsberg       | Nord de l'Ukraine    |
| Octopus (poulpe)       | Königsberg       | Est de l'Ukraine     |
| Stickleback (épinoche) | Königsberg       | Sud de l'Ukraine     |
| Smelt (éperlan)        | Est de l'Ukraine | Sud de l'Ukraine     |
| Grayling (ombre)       | Königsberg       | Belgrade             |
| Tarpon                 | Berlin           | Bucarest             |
| Gurnard (grondin)      | Berlin           | Belgrade             |
| Chub (chevaine)        | Belgrade         | Salonique            |
| Flounder (flet)        | Thessalonique    | Rhodes               |
| Codfish (morue)        | Berlin           | Thessalonique        |

Sturgeon (esturgeon) est le nom donné à la liaison codée avec la machine Siemens et Halske T52 Geheimschreiber,. En mai 1940, après l'invasion allemande de la Norvège, le mathématicien et cryptographe suédois Arne Beurling a utilisé le trafic intercepté des lignes télégraphiques qui passait à travers la Suède pour casser ce chiffre. Bien que Bletchley Park ait finalement cassé ce code, sa valeur relativement faible du point de vue du renseignement, par rapport à l'effort impliqué, a fait qu'ils n'ont pas lu beaucoup de son trafic.
Thrasher (batteuse) était le nom utilisé pour le trafic chiffré sur une Geheimschreiber qui était probablement la machine à masque jetable Siemens T43. Il a été utilisé uniquement sur quelques circuits, dans les derniers stades de la guerre et a été analysé à Bletchley Park, mais considéré comme incassable.

## Action des alliés
En avril 1945, l'opération Ticom, fut lancée par les forces alliés américano-britannique sur le territoire de l'Allemagne nazie en plein effondrement, pour récupérer le matériel cryptographique allemand (machine et livres de codes notamment), interroger et exfiltrer les experts allemands et ce afin d'éviter leur capture par les forces soviétiques.